# Dendrobium lasioglossum
Dendrobium lasioglossum là một loài lan trong chi Lan hoàng thảo.